# Osječka konkatedrala
Osječka konkatedrala Svetog Petra i Pavla je drugostolna crkva Đakovačko-osječke nadbiskupije. Sagrađena je u neogotičkom stilu.

## Povijest
Osječku konkatedralu dao je sagraditi biskup tadašnje Đakovačke i Srijemske biskupije, Josip Juraj Strossmayer. On je godine 1866. dao prvi poticaj za gradnju nove crkve. Tada je, na mjestu današnje crkve, bila Gornjogradska župna crkva iz 1732. koja je postala premala i neugledna crkva za nove građevine u Osijeku. Patron župe, grad Osijek, 1870. je utvrdio način dobivanja novca za izgradnju nove crkve. Međutim, taj proces je bio veoma spor, sve do dolaska novog župnika Josipa Horvata. Nakon njegova dolaska proces je bio ubrzan, pa je 1892. raspisan natječaj za nacrte. Na natječaju je pobijedio njemački arhitekt Franz Langenberg. 1894. stara je crkva srušena, i tada je započela izgradnja današnje konkatedrale, velebne neogotičke građevina s tornjem visokim 94 metra i tri lađe. Ukupna površina crkve je 1062 m². 1898. godine crkva je izvana dovršena, pa se unutrašnje uređenje nastavilo. Dvije godine kasnije (1900.) posvetu današnje crkve obavio je biskup Josip Juraj Strossmayer.
Unutrašnjost je dovršena 1938. – 1942. godine kada je vodeći hrvatski slikar Mirko Rački prekrio zidove i stropove s freskama jarkih boja koje prikazuju poznate epizode iz Starog i Novog zavjeta.
Unutrašnjost je prava riznica neogotičke ornamentike, sa slijedom vrhunskih oltara iznad kojih su obilni vitraji.
Ulaz u crkvu na mala vrata koja se nalaze desno od glavnog portala, nadgledaju tri vodorige.
Tijekom Domovinskoga rata, 1991. godine, konkatedrala je bila više od 100 puta izravno pogođena projektilima. Ipak, i za vrijeme rata u konkatedrali su se obavljala bogoslužja. Do 18. lipnja 2008. godine ova je konkatedrala bila samo Župna crkva Sv. Petra i Pavla, u Osijeku popularno nazvana "katedrala", ali uspostavom Đakovačko-osječke nadbiskupije, ova crkva dobiva dostojanstvo konkatedrale.
Mise se održavaju svakodnevno u 07:00 i 18:30, a nedjeljom u 06:30 i 07:30, 08:30, 10:00, 11:30 i 18:30.
- Stara barokna crkva na mjestu današnje konkatedrale sv. Petra i Pavla
- Izgradnja konkatedrale sv. Petra i Pavla oko 1897. godine.
- Izgradnja konkatedrale sv. Petra i Pavla oko 1898. godine.
- Križna ruža prije postavljanja na vrh tornja konkatedrale sv. Petra i Pavla
- Posveta konkatedrale sv. Petra i Pavla 20. svibnja 1900. godine.
- Konkatedrala sv. Petra i Pavla danas

## Zanimljivosti
- Najviša crkva u Hrvatskoj izvan Zagreba.
- Treća najveća crkva u Hrvatskoj nakon katedrale u Zagrebu i Đakovu.
- Kapacitet crkve za vrijeme mise je više od 3000 ljudi.
- Crkva je sagrađena od tri i pol milijuna opeka, a ima i oltare od kamena u boji.
- Četiri zvona u tornju teže 2665 kg, 1552 kg, 740 kg i 331 kg[1]
- 1991. godine, tijekom Domovinskog rata crkva je teško oštećena.

## Vanjske poveznice
- Župa Sv. Petra i Pavla, apostola - Osijek